# Ding Guangen
Ding Guangen (chinesisch 丁关根; * September 1929 in Wuxi, Jiangsu; † 22. Juli 2012 in Peking) war ein chinesischer Politiker der Kommunistischen Partei Chinas (KPCh), der unter anderem zwischen 1985 und 1988 Eisenbahnminister war und der am 12. März 1988 nach dem Eisenbahnunfall von Qiewu von diesem Posten zurücktreten musste. Er war ferner von 1992 bis 2002 Mitglied des Politbüros der Kommunistischen Partei Chinas.

## Leben

### Aufstieg zum Eisenbahnminister und Abberufung 1988
Ding Guangen, der zur Volksgruppe der Han gehört, begann nach dem Schulbesuch ein Studium an der Fakultät für Kommunikationsmanagement der Jiaotong-Universität Shanghai und schloss dieses im August 1951 ab. Danach war er Mitarbeiter der Abteilung Seetransport des Verkehrsministeriums sowie später Techniker und Ingenieur in der Abteilung Güterverkehr des Eisenbahnministeriums. Er wurde im Juli 1956 Mitglied der Kommunistischen Partei Chinas (KPCh) und wurde 1958 Ingenieur in der Allgemeinen Verkehrsangelegenheiten des Eisenbahnministeriums. Anschließend war er zwischen 1960 und 1969 Sekretär im Büro des Eisenbahnministers und wurde während der Kulturrevolution zwischen 1969 und 1972 als Mitarbeiter zur Kaderschule „7. Mai“ abgeordnet. Anschließend war er zwischen 1972 und 1975 erst Mitarbeiter in der Verwaltungsabteilung der Universität Nord-Jiaotong sowie von 1975 bis 1981 stellvertretender Leiter der Abteilung Auswärtige Angelegenheiten des Eisenbahnministeriums. Im Anschluss fungierte er zwischen 1981 und 1983 als Leiter der Planungsabteilung sowie der Bildungsabteilung des Eisenbahnministeriums.
Auf dem XII. Parteitag der Kommunistischen Partei Chinas (1. bis 12. September 1982) wurde Ding Guangen erstmals Mitglied des Zentralkomitee der Kommunistischen Partei Chinas (ZK der KPCh) und gehörte diesem Gremium nach seinen Wiederwahlen auf dem XIII. Parteitag (25. Oktober bis 2. November 1987), dem XIV. Parteitag (12. bis 19. Oktober 1992) sowie dem XV. Parteitag (12. bis 19. Oktober 1997) bis zum XVI. Parteitag (8. bis 14. November 2002) 20 Jahre lang an. 1985 löste er Chen Puru als Minister für Eisenbahnen ab und wurde zudem auf dem XIII. Parteitag 1987 Kandidat des Politbüros des ZK der KPCh. Nachdem es am 24. Januar 1988 zum Eisenbahnunfall von Qiewu gekommen war, bei dem 88 Menschen starben, musste er auf Beschluss des Nationalen Volkskongresses vom 12. März 1988 als Eisenbahnminister zurücktreten und wurde durch Li Senmao abgelöst. Gleichwohl kam es zwölf Tage später am 24. März 1988 auch noch zum Eisenbahnunfall von Kuangxiang, einem Vorort von Shanghai. Bei diesem Unglück starben mindestens 29 Menschen, während 99 verletzt wurden. Unter den Opfern waren viele japanische Schüler. Der Eisenbahnunfall führte zu einer Schadensersatzklage japanischer Familien gegen die Chinesische Staatseisenbahn.

### Leiter der ZK-Abteilung Propaganda und Mitglied des Politbüros
Nach seiner Abberufung als Minister wurde Ding 1988 im Staatsrat der Volksrepublik China in Personalunion Direktor des Büros für Taiwan-Angelegenheiten sowie zugleich Vize-Minister der Staatlichen Kommission für Entwicklung und Reform und bekleidete diese beiden Funktionen bis 1990. Er war ein maßgeblicher Unterstützer von Deng Xiaoping bei der Niederschlagung der Studentenproteste beim Tian’anmen-Massaker am 3. und 4. Juni 1989. Am 24. Juni 1989 wurde er auf dem 4. Plenum des ZK zudem zum Mitglied des Sekretariats des ZK der KPCh kooptiert. 1990 löste er Yan Mingfu als Leiter der Zentralabteilung Vereinigte Arbeitsfront des Zentralkomitees der Kommunistischen Partei Chinas bis zu seiner Ablösung durch Wang Zhaoguo im Dezember 1992. Er selbst übernahm bereits im September 1992 von Wang Renzhi die Funktion als Leiter der Propagandaabteilung des ZK der KPCh und bekleidete diese zehn Jahre lang bis Oktober 2002, woraufhin Liu Yunshan seine Nachfolge antrat.	
Auf dem XIV. Parteitag (12. bis 19. Oktober 1992) wurde Ding Guangen schließlich zum Mitglied des Politbüros der Kommunistischen Partei Chinas gewählt und gehörte diesem obersten Führungsgremium der Partei nach seiner Wiederwahl auf dem XV. Parteitag (12. bis 19. Oktober 1997) bis zum XVI. Parteitag (8. bis 14. November 2002) zehn Jahre lang an. Zugleich wurde er auf dem 1. Plenum des XIV. ZK am 21. Oktober 1992 auch Mitglied des Sekretariats des ZK und gehörte auch diesem Gremium bis zum XVI. Parteitag 2002 an. Ferner wurde er im April 1997 auch Direktor der neu geschaffenen Zentralen Beratungskommission für den Aufbau einer spirituellen Zivilisation des ZK der KPCh, die neben der Führungsgruppe für Propaganda und ideologische Arbeit als eines der wichtigsten ideologischen Lenkungsgremien der KP Chinas und der Volksrepublik China die landesweite Propaganda und ideologische Verbreitung kontrolliert. In dieser Funktion wurde er im November 2002 von Li Changchun abgelöst. Er galt als Konservativer in der Führung der Kommunistischen Partei und beschränkte durch seine harte Kontrolle der Propaganda die chinesische Kunst, weshalb er von liberalen Intellektuellen heftig kritisiert wurde.